# 巴赫穆特戰役
巴赫穆特戰役（羅馬化：Bytva za Bakhmut，羅馬化：Boi za Bakhmut）是俄羅斯入侵烏克蘭期間，乌克兰武装部队和俄国部队在顿涅茨克州巴赫穆特市附近持续进行的攻防戰。俄方对巴赫穆特的炮击始于2022年5月，但对该市的主要攻击始于8月1日。在波帕斯纳沦陷后，俄罗斯军队继续往西推进攻击乌军在巴赫穆特-索萊達爾-锡韦尔斯克的防线。俄方攻击部队主要由来自俄国雇佣兵瓦格纳集团的人员组成，并得到俄罗斯联邦武装力量和顿巴斯亲俄武装的支持。
截至2023年1月，在乌克兰的哈尔科夫反攻和赫尔松反攻之后，巴赫穆特前线是乌克兰战场上俄罗斯唯一还在保持攻势的前线。 2022年11月，俄军将在赫尔松战役中战败撤出的部队和国内新动员的部队重新部署到此地，对该市的袭击加剧，激烈的争夺也使得该地的战斗成为整场战争的焦点。这期间，巴赫穆特前线的大部分地区已经进入堑壕战阶段，双方都遭到了惨重的损失。
俄罗斯在2023年5月21日宣稱已佔領巴赫穆特所有重要地區，次日烏克蘭国防部副部长亦承认巴赫穆特已经基本上失守。
雙方交戰的巴赫穆特市區截至到2023年5月底幾乎被整個摧毀。

## 背景
在2022年俄罗斯入侵乌克兰期间，俄罗斯的一个关键目标是占领由頓內次克州和卢汉斯克州在内的顿巴斯地区。对巴赫穆特的最初攻击是俄军试图从巴赫穆特和利曼方向南北夹击包围北顿涅茨克-利西昌斯克突出部的乌军的努力之一。如果能攻下此地，则该地俄军将能进一步和顿内次河北岸的俄军伊久姆集群形成钳形攻势进攻乌克兰东部重镇斯洛維揚斯克。
然而至7月初，俄军虽得以相继攻陷北頓涅茨克和利西昌斯克，却未能实现包围歼灭该地乌军的目标。与此同时，战斗则转移到了巴赫穆特-索萊達爾-錫韋爾斯克一线。在巴赫穆特战役之前，乌克兰准将亚历山大·塔纳夫斯基 (Oleksandr Tarnavskiy) 声称俄罗斯在东部战线对乌克兰拥有五比一的人力优势。
俄罗斯軍隊从5月17日开始开始炮击巴赫穆特，造成五人死亡，其中包括一名两岁的嬰孩。   5月22日俄軍奪下波帕斯納后，乌克兰軍隊撤离该市以加强在巴赫穆特的阵地。 与此同时，俄罗斯軍隊设法在從巴赫穆特到利西昌斯克的高速公路上推进，來攻擊在利西昌斯克和北頓涅茨克地区剩余的乌克兰軍隊。高速公路沿线的俄罗斯检查站后来被拆除，尽管戰鬥于5月30日在從康斯坦丁尼夫卡到巴赫穆特的高速公路上恢复，乌克兰軍隊成功保持了對該公路的控制。
俄方对巴赫穆特的炮击在6月和7月的剩余时间里继续进行，在7月3日錫韋爾斯克戰役开始后升级。  7月25日，乌克兰軍隊撤出福勒和斯卡熱电站，这让俄罗斯和親俄武裝对巴赫穆特有了“一點戰术优势”。 两天后，俄軍炮击巴赫穆特，造成三名平民死亡，三人受伤。

## 经过

### 初期的炮击和俄罗斯进攻（2022年8月至10月）
8月1日，俄罗斯軍隊对巴赫穆特南部和东南部的定居点发动大规模地面袭击。俄罗斯国防部和亲俄的Telegram页面都声称巴赫穆特戰役已经开始  。次日，乌克兰报道称，俄罗斯軍隊加大了对该市的空袭和炮击力度，开始对该市东南部进行攻击 。轰炸一直持续到8月3日  。翌日，瓦格纳雇佣軍突破了乌克兰的防线，一度到达了巴赫穆特的东郊的帕特里斯·卢蒙巴街区域 。
8月10日，俄軍轰炸该市中部，造成7名平民死亡，6人受伤。许多建筑物在袭击中受损。在接下来的几天里，俄罗斯軍隊继续从南部向巴赫穆特推进，乌克兰总参谋部在 8月14日表示，俄罗斯軍隊在巴赫穆特附近取得了“部分成功”，但没有提供具体细节。 
9月8日，城內的馬丁諾夫文化宮，亦是該區人道援助工作的總部，在夜間的俄軍的砲擊中被燒毀。滅火過程中，當地的消防部門遭到槍擊，導致烏克蘭的國家應急服務部門有兩名僱員受傷，設備亦受到損壞。 
9月20日，瓦格納集團的指揮官阿列克謝·納金在巴赫穆特附近陣亡。他們也逐漸得到來自俄羅斯和親俄武裝的囚犯士兵。
10月7日，俄方突破了烏克蘭軍隊的陣地，並成功佔領了巴赫穆特郊區的Zaitseve和和Opytne等多座村莊。10月10日，英國國防部聲稱俄羅斯軍隊逐步向巴赫穆特逼近。 
10月22至23日期间，乌克兰武装部队对进攻受挫的俄军及其瓦格纳雇佣军发动了反击。乌军于48小时内收复了此前瓦格纳雇佣兵花费两个月时间并付出重大伤亡在巴赫穆特城东部攻占的阵地，在这一期间，乌克兰武装部队发动了成功的乌克兰东部反攻，相继收复了伊久姆和利曼等顿涅茨河北岸要地。同时，乌军也在顿涅茨河南岸取得进展，击退了进攻锡韦尔斯克的俄军。这使得俄军攻占巴赫穆特并同伊久姆方向的俄军合力围攻乌克兰在顿巴斯地区的支撑点斯洛维扬斯克的企图破产，攻占该地的战略价值也大大下降。华盛顿邮报的文章认为，在俄军伊久姆集团覆灭后，对巴赫穆特的攻击已经不再是任何有组织的军事行动的一部分。

### 進入冬季和雙方戰事升級（2022年11月至12月）
2022年11月初，俄军在南线的赫尔松战役中撤出赫尔松市在内的整个第聂伯罗河右岸地区。这也使得巴赫穆特地区成为整个战线上俄军唯一尚保持攻势的地区。專業軍事分析員梅科拉·別列斯科夫认为，俄军持续对巴赫穆特的进攻是政治性的。对普京和瓦格纳集团领导人叶夫根尼·普里戈任而言，控制巴赫穆特可以转移人们对先前失败的注意力，并试图实现更有限的战争政治目标。但由于俄罗斯军队无法迅速突破乌克兰的防御工事并包围乌克兰军队，他们所能做的就是缓慢地尝试将乌克兰军队赶出去。他们为此付出了巨大的代价，尤其是在物资和人员方面。普里戈任同樣稱之為「巴赫穆特絞肉機」，但目的是要消耗烏克蘭的有生力量，故俄聯軍在巴赫穆特战线上主要是用炮戰攻擊，这也使得巴赫穆特的血腥战斗被称为“绞肉机”，并被同一战期间的凡尔登战役相比较。

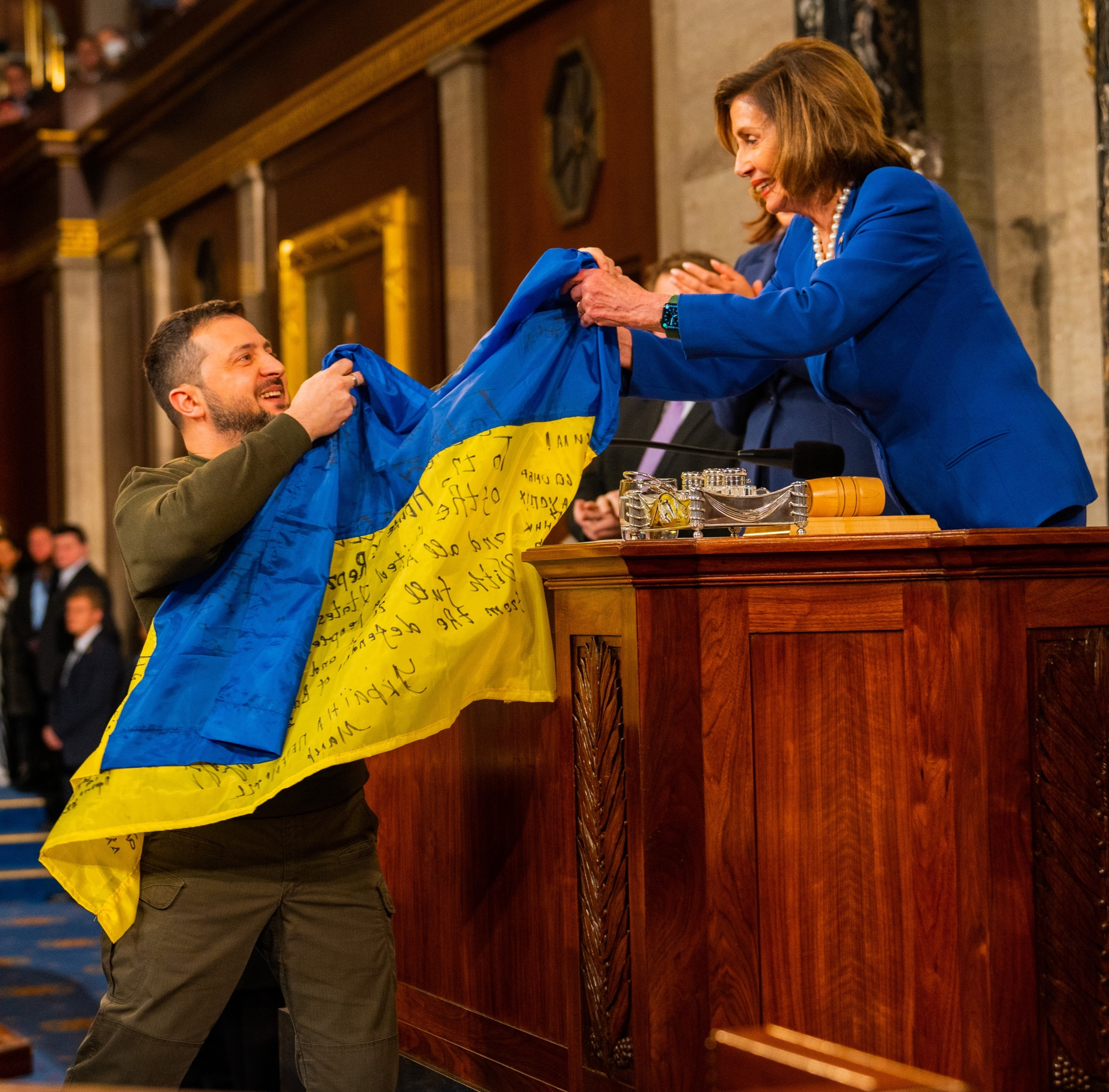
2022年12月21日，泽林斯基总统访美期间在美国国会发表演说后，将一面来自巴赫穆特前线战士们的乌克兰国旗转交给美国众议院议长南希·裴洛西

12月20日，乌克兰总统弗拉基米尔·泽连斯基前往巴赫穆特前线视察并为守军授勋。巴赫穆特的乌军将一面有他们签名的烏克蘭國旗交给泽林斯基总统，并请他于次日访问美国期间（这也是战争全面爆发后泽林斯基总统首次出访）将这面来自巴赫穆特的旗帜带到美国国会。
12月29日，瓦格纳官方发布了在巴赫穆特前线抵御聯軍进攻的乌军单位，包括：27个旅（包括领土防御旅）；5个独立营；特种作战部队分遣队；及被重组的亚速团。而这27个旅當中很多是以营为编制的，无法确认具体有多少个营。如果以500人為一个营計算，保守估計乌军至少有1.6万人在巴赫穆特。

### 占領索莱达尔和近包围圈（2023年1月至5月）

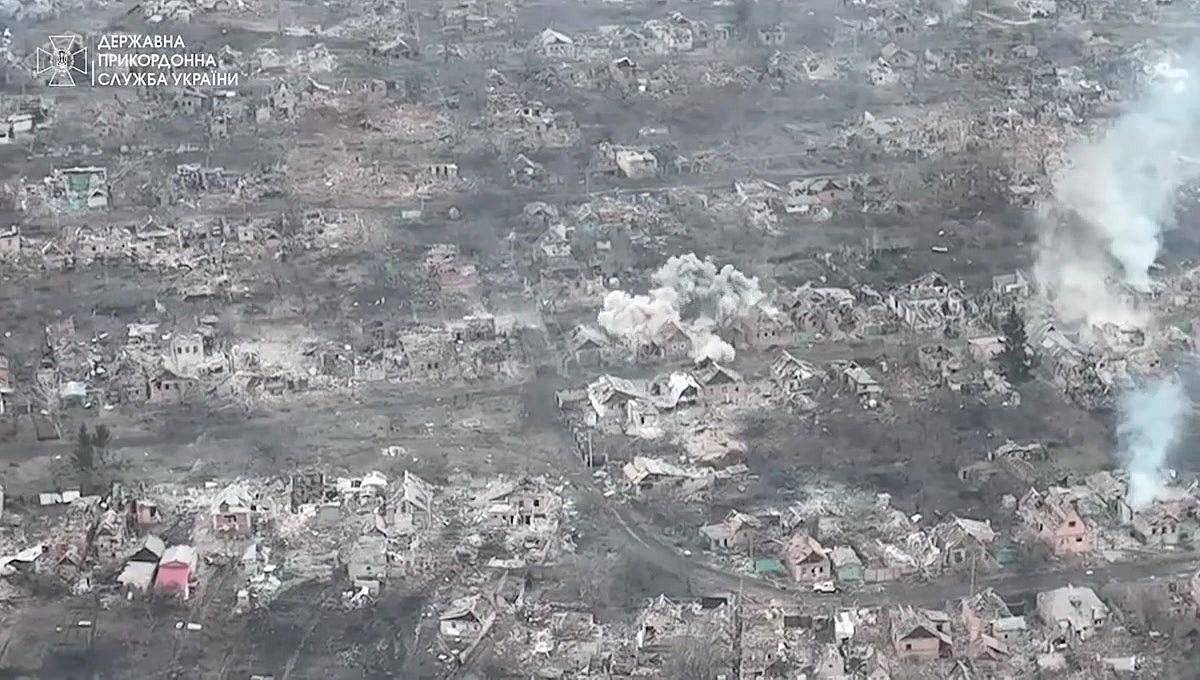
化为废墟的巴赫穆特居民区，2023年3月

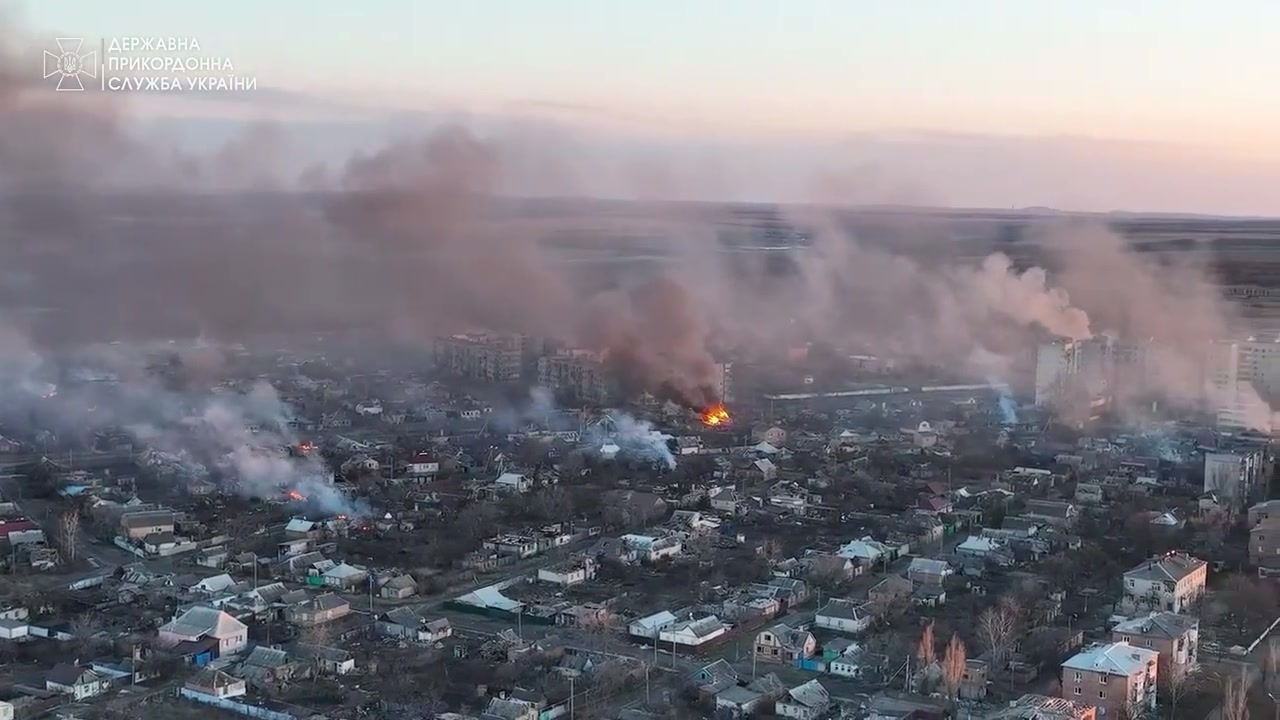
城市西部，2023年4月

2023年1日10日，有消息傳出瓦格纳已經控制大部份索萊達爾市內的城區，包括欧洲最大的盐矿生产、销售基地-阿乔姆索尔盐矿工厂、苏勒答尔体育馆、医院、市中心的市政区、行政大楼，乌军守城部队开始撤向城外。翌日，「瓦格纳」老闆葉夫根尼·普里戈任與瓦格纳軍人視察索列達爾地下鹽礦，顯示其已奪得該鎮控制權，並指巴赫穆特周邊的鹽礦地道將是「錦上添花」一般的收獲，聲言地道自第一次世界大戰以來已用作儲藏武器，溫室恆常處於攝氏14、15度的水平，可作士兵逃避嚴寒之用，而且地道內有大型空間，人員、坦克和步兵戰車也可以在地底80至100米之下行走，對他而言，巴赫穆特是一個「重要物流中心」。而苏勒达尔市中心亦已被俄军完全控制，有片段顯示瓦格纳集群人员在索列达尔市中心街道漫步，证明了其对索列达尔市中心大部分地区的绝对控制。
2023年1月13日，俄罗斯国防部宣布已于12日晚控制索列达尔。
1月20日，俄羅斯方面表示克利希伊夫卡已被俄軍攻佔。
1月25日，乌克兰武装部队东部集团发言人在接受法新社记者采访时表示，乌军已从索列达尔撤退至预先安排的阵地。
2月22日，巴赫穆特的東、南、北面均被俄羅斯包圍。
2月底，乌克兰陆军总司令亚历山大·瑟尔斯基來到巴赫穆特提振乌军战斗士气，并与保卫城镇周围地区的乌军人员讨论戰況。
2月24日，瓦格纳集团创始人叶夫根尼·普里戈任表示攻佔了巴赫穆特西北方向的别尔霍夫卡村。
2月25日，叶夫根尼·普里戈任又表示，俄军已经攻佔巴赫穆特以北的亚戈德诺耶定居点。當天瓦格納集團又表示乌克兰军队炸毁了巴赫穆特北部的一处水坝，导致附近地区被水淹，烏軍是希望借此减缓俄军的推进速度。
2月27日，俄军称摧毁了巴赫穆特附近的一个乌军弹药库，并击落了数架乌军无人机。顿涅茨克当地官员表示，目前所有通往巴赫穆特的道路都处于俄军火力控制下。乌克兰总统泽连斯基表示，巴赫穆特及周边的局势越来越复杂严峻，俄军正发起猛烈攻势。
3月3日，巴赫穆特兩座橋樑被烏軍炸毀。 3月4日，巴赫穆特副市长表示，當地发生了巷战，但俄軍仍未完全控制該市。瓦格纳集团负责人表示，巴赫穆特已被包围，除了一条道路仍由乌克兰军方控制。
3月7日，烏軍從巴赫穆特東部撤退，美國戰爭研究所評估巴赫穆特約有一半落入俄方部隊的控制。
3月10日，瓦格納集團在巴赫穆特北部開始進攻AZOM工廠區。
3月11日，根据英国国防部的情报，巴赫穆特的东部地区被瓦格纳集团控制，西部地区被乌克兰军队控制。由于數天前乌克兰人摧毁了巴赫穆特卡河上的桥梁，瓦格纳集团暫無法渡河。
3月17日，顿涅茨克人民共和國宣布挫败了乌克兰打算从巴赫穆特撤军的企图。英国情报部门表示，一些俄罗斯军队以及瓦格纳集团的武装人员已经攻入巴赫穆特卡河西岸。
3月28日，瓦格納集團在巴赫穆特北部取得AZOM工廠區的控制，美國戰爭研究所評估巴赫穆特約有65%落入俄方部隊的控制。
4月2日晚上，普里格津在巴赫穆特市中心的行政大楼升起俄罗斯国旗和瓦格纳集团旗帜，當中俄罗斯國旗寫有悼念俄羅斯軍事博主弗拉德倫·塔塔爾斯基的語句，並宣布「從法律的角度来看，巴赫穆特已被控制」。不過，乌克兰总参谋部否认巴赫穆特已被俄军控制。
4月18日，普里格津表示俄軍已在之前控制了巴赫穆特80%的地區，乌克兰方面表示，乌克兰控制了巴赫穆特20%的地区。

### 乌克兰侧翼反击和俄軍完全占领城区（2023年5月）

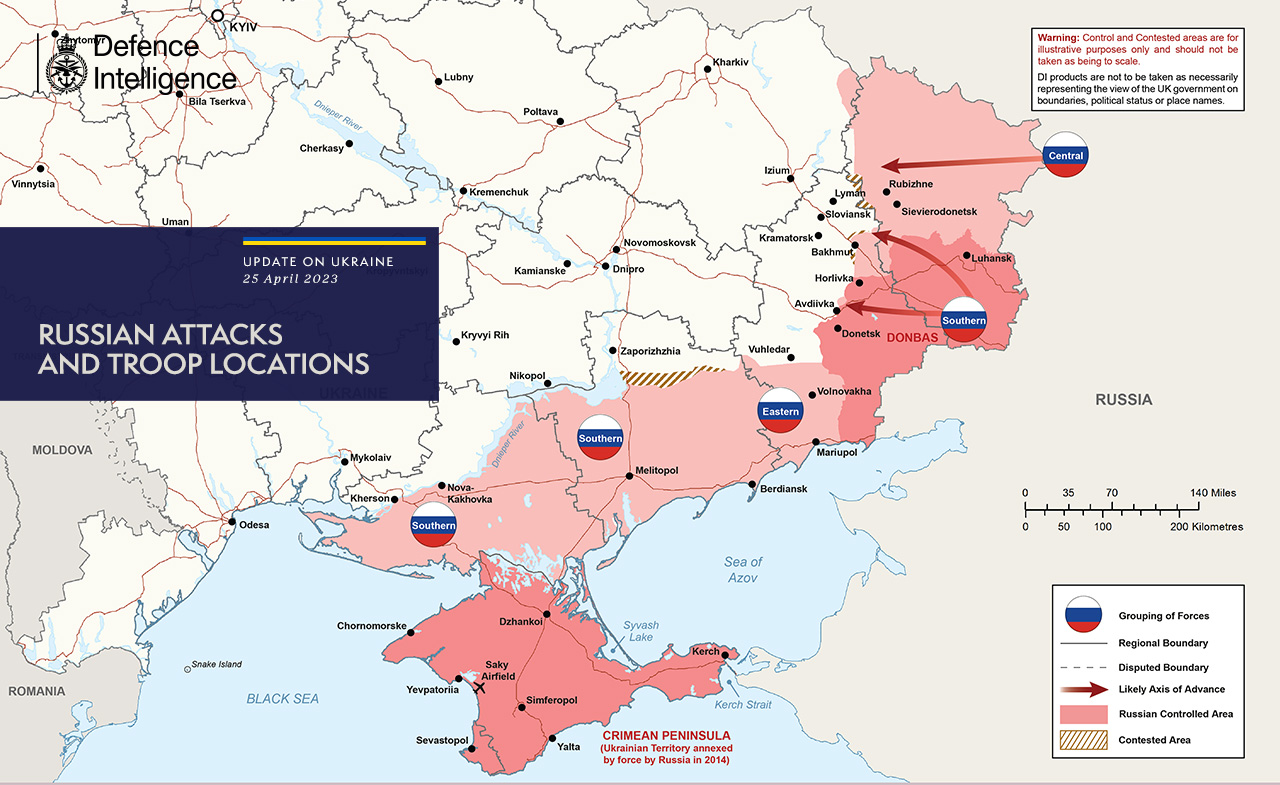
截至2023年4月28日的軍事形勢

5月1日，亞歷山大·瑟爾斯基表示烏克蘭收復了巴赫穆特部分地區，當天約翰·柯比表示，美方估計自2022年12月以来的巴赫穆特戰場，俄羅斯方面已有10万人伤亡，其中2万多人死亡，其中一半损失来自瓦格纳集团。
5月4日，普里格津表示巴赫穆特地区乌军陆军总参谋长伊戈尔·伊万诺维奇·坦齐乌拉所乘坐的装甲车被击中起火爆炸，伊戈尔·伊万诺维奇·坦齐乌拉当场死亡。
5月5日，瓦格納集團已占領了百分之九十的街區，烏軍僅控制百分之十，其中絕大部分是高樓區，但於同日集團領導人普里格津發布自己被陣亡的瓦格納戰士遺體包圍的影片，怒斥俄國軍方不送彈藥，使他們將面臨無意義的死亡，更宣布集團將於5月10日全面撤出巴赫姆特戰場，表示手下等不到俄軍撥補彈藥，要求莫斯科允許俄國正規軍10日前接手集團在巴赫姆特奪下的陣地，將其移交給車臣軍隊領導人拉姆贊·卡德羅夫，此次瓦格納集團負氣離開將有可能損及俄國的戰場目標，他在給包括俄羅斯總統普丁在內俄軍高層的影片裡稱：「我的小夥子們不會在沒有彈藥的情況下，在巴赫姆特遭受毫無意義且不合理的死亡」，還一併附上書面撤退聲明，聲明指出「官僚們」儘管知道瓦格納占領這座城市的目標日期為5月9日（俄國二戰擊敗納粹德國的勝利紀念日），卻仍苛扣補給，克里姆林宮則沒對聲明進行置評，目前不清楚經常衝動發言的他在手下部隊獲得更多彈藥後會否落實撤退行動，或他與俄軍高層的爭執只是個幌子。儘管瓦格納撤軍消息頻傳，烏克蘭武裝部隊仍不相信這種說法，烏克蘭國防部副部長馬里亞爾在烏克蘭的電視台上說：「我們現看到他們把整條進攻戰線上的瓦格納士兵都拉往巴赫姆特方向。」
5月6日，烏軍開始指控瓦格納集團在市區投擲燃燒彈，似乎想要執行焦土政策；加上和俄羅斯總統普丁不合的俄羅斯前國防部副部長「馬里烏波爾屠夫」米哈伊爾·米津采夫現在也傳出加入瓦格納集團，烏克蘭方面再度表示並不相信瓦格納集團會撤退。
5月7日，普里格津表示，在他威脅要將前線部隊撤出巴赫穆特後，已獲得俄羅斯軍方「承諾」提供更多彈藥，因此暫不撤出。
5月8日，俄羅斯國防部表示俄軍在巴赫穆特的西部和西北部再奪取兩個地區。
5月9日二戰蘇聯擊敗納粹德國的勝利紀念日這天，普里格津再次以撤軍為要脅，他批評俄軍指揮官無能愚蠢、將領欺暪，只提供了他们需求的10%的弹药，更指控俄軍一個單位逃離巴赫穆特附近的陣地，還痛罵俄羅斯政府沒有能力捍衛國家，後來他說：「我昨天收到作戰命令，明確表示如果我們離開巴赫姆特陣地，將被視為背叛祖國。」，“我们的军队在逃跑。今天早上，72旅放弃了3平方公里的领土，我在那里损失了大约500人。”。同日，烏軍在巴赫穆特西面、赫羅莫韋北面、巴赫穆特西南面14公里與比拉赫拉西北面成功發動局部反攻並取得少許進展，烏軍成功擊潰俄軍第72摩托化步兵旅的第6連與第8連並於其中長達3公里的戰線推進2.6公里，64名瓦格納傭兵陣亡，87人失蹤，5人被俘，許多武器裝備亦遭摧毀，但由於遭遇頑強抵抗，始終未能進一步突破俄軍防線，這與普里格津先前聲稱的第72旅逃離陣地的消息相吻合，此戰報令烏軍大為振奮，克里姆林宮發言人佩斯科夫也坦言在烏克蘭的軍事行動很艱困，但他們會繼續下去。
5月10日，烏克蘭國土防衛隊第127國土防衛旅旅長赫里申科在Twitter表示雖然在巴赫穆特的情況很困難，但仍在控制之中。同日晚間，英國媒體《衛報》報導烏克蘭陸軍指揮官瑟爾斯基表示：「由於發動反擊，巴赫穆特部分地區的俄軍部隊已撤退多達2公里。」但並未提供其他細節，烏克蘭陸軍第三獨立突擊旅也於同日稍早轉發亞速營指揮官比列茨基的一段影片，其中提到「擊敗俄軍的一支旅」，並補充「整片領土已完全從俄國佔領軍手中解放」，此外，烏克蘭第三獨立突擊旅還提到：「普里格津提到俄軍第72獨立摩托化步兵旅從巴赫穆特附近撤離並留下500具俄國人屍體的報告屬實。」烏克蘭東部軍事指揮部也表示：「俄軍部隊遭到重創，但表示俄羅斯仍在試圖佔領該市的其他地區。」發言人奇列瓦蒂指出：「巴赫姆特的局勢仍很困難，因為對敵人來說，儘管普里格津試圖製造白噪音，但巴赫穆特仍是對方主要攻擊的方向。」瓦格納集團負責人普里格津曾多次指責莫斯科當局的正規武裝部隊未能充分支援，自上周以來更一直威脅要將瓦格納士兵撤出巴赫穆特，「除非俄羅斯當局正規武裝部隊給予更多彈藥」，普里格津表示自己的部隊只收到需要彈藥的10%，除了與俄羅斯國防部多次發生衝突外，普里格津還對烏克蘭長期承諾的反攻行動表示擔憂。而俄羅斯總統普丁也於同日簽署一項法令，要求預備役軍人參加為期2個月的年度例行軍事戰備訓練，然而，有法律專家認為，一旦參加培訓很可能會在軍中面臨簽署被派往烏克蘭作戰合約的壓力。
5月11日，俄羅斯國防部於半夜緊急否認烏軍在巴赫穆特周圍陣地取得突破的説法。同日英國證實向烏克蘭提供長程巡弋飛彈暴風影飛彈，進一步擴大烏軍打擊範圍，對此克里姆林宮發言人佩斯科夫已表示：「俄國軍隊將採取適當回應。」
5月12日，烏克蘭國防部宣布烏軍在與俄羅斯軍隊交戰的中心巴赫穆特成功突破俄軍，雖然只是一小部分，但足以讓烏軍士氣大振，CNN獨家訪問發動突襲的指揮官，他們歸功於天氣回暖及美國軍援武器發威，還批評普里格津在說謊，說帶頭落跑的其實是瓦格納集團，不是俄羅斯正規軍，俄軍起先予以否認，但俄羅斯國防部發言人伊戈爾·科納申科夫又承認烏軍有超過1000名士兵和40輛戰車在巴赫穆特北部發動了一次進攻，俄軍雖擊退了26次襲擊，但一個地區的部隊已撤至巴赫穆特西北部的貝爾希夫卡水庫附近重新集结，但瓦格纳集團負責人普里格津則不留情面的表示：「應稱此次撤退為一場『潰敗』。」
5月13日，烏克蘭國防部副部長馬里亞爾表示，烏克蘭軍隊正在巴赫穆特朝兩個方向推進，但市中心的局勢仍相當複雜，同時烏克蘭東部軍隊發言人奇列瓦蒂在社交媒體表示，過去在3天的反攻行動中，烏克蘭武裝部隊已經收復巴赫姆特地區的17.3平方公里領土，不過俄羅斯方面表示，俄軍在巴赫姆特持續推進，已經奪下部分區域的控制權。
5月14日，烏克蘭總統澤倫斯基到處奔走，並來到倫敦，繼續要武器，英國承諾提供長程攻擊無人機，但各國媒體發覺烏克蘭的春夏大反攻似乎漸露雛形且越打越順手，讓俄軍只能在巴赫姆特執行戰術性撤退，前線開始反攻，甚至拍下烏軍活捉俄軍大兵，並找到俄軍據點發動反擊的畫面，烏克蘭國防部副部長馬里亞爾同時表示，烏克蘭軍隊已經在巴赫姆特南部和北部郊區攻取超過10個俄軍據點，俘虜俄軍多個部隊的士兵，並且清除了位於伊萬尼夫斯凱的大片森林。同日俄羅斯國防部表示，兩名俄軍指揮官在巴赫姆特附近的戰鬥中喪生，當中包括俄軍第4機動步兵旅指揮官馬卡洛夫和一個軍團負責政治工作的副指揮官布羅夫科。不過俄罗斯军方表示，俄方已经击退了乌克兰在巴赫穆特北部和南部發動的進攻，而普里格津表示，瓦格納集團在过去24小时内已经推进了130米。他还声称瓦格納集團控制了巴赫穆特西部地区的28栋多层建筑，并估计乌克兰部队仍然控制着20栋建筑，总面积为1.69平方公里。
5月15日，烏軍表示原本是要由南至北於北頓涅茨克方向以巴赫穆特西部南北兩個側翼的俄軍防禦陣地進行多輪軍事試探性進攻，且在這些試探性進攻中並未投入較多軍事力量，目的期初是試探俄軍傘兵精銳部隊撤離該區域後，新駐防的俄軍動員兵部隊是否存在防禦漏洞，但隨著兩軍在戰場上發生接觸，烏軍驚奇發現俄軍竟然「不戰而退」。而美國日前外洩的機密文件驚爆，普里格津曾向烏克蘭提議，他願意告知俄軍據點位置，條件是烏克蘭軍隊撤離瓦格納集團久攻不下的巴赫穆特，創造集團打贏巴赫穆特戰役的表象，但普里格津否認自己講過這些話，克里姆林宮方面對此也不予採信。
5月16日，烏軍再次於巴赫姆特奪回超過10個據點，有些據點烏軍在接收時發現俄軍留下大量的自身裝備，物品全都散落一地，可見他們撤離時情況應該非常混亂，帶領英國《天空新聞台》戰地記者進入收復據點探查的烏軍指揮官表示：「當時俄軍士兵為了逃跑不要被俘當時真的是滿地到處爬。」烏軍忙著收復這些陣地的同時還要清運大量被俄軍遺漏的陣亡士兵遺體。同日烏克蘭國防部表示烏克蘭軍隊最近幾天在巴赫穆特郊區北部和南部從俄軍手中奪回了約20平方公里的領土並於兩翼擊退俄軍，也承認俄軍在巴赫穆特市内的確有繼續推進。而瓦格納首腦普里格津則聲稱一名美國公民於戰役中喪生並宣布瓦格納集團正處於控制戰略城市巴赫穆特的過程中，普里格津還在一段錄音中說道集團於本日推進了200米，現在佔地11.3萬平方米，並強調只剩下一個住宅廣場和一小塊私營部門就能夠完成對巴赫穆特市的控制，且烏軍在巴赫穆特僅控制了1.46公里。
5月17日，烏克蘭國防部副部長汉娜·马利亚尔表示已經奪回了巴赫穆特北部和南部約20平方公里的地區，但補充俄軍仍然繼續向城內推進。
5月18日，在巴赫穆特郊區前線的烏克蘭指揮官指，隨著烏軍推進，俄軍正進一步撤退，並透過轟炸所有路線來阻礙車輛運送士兵和彈藥等，企圖減慢他們的攻勢，普里格津亦指，旗下僱傭兵仍在市內推進，但郊區的俄軍已經向北撤退多達570米，導致失去掩護，他表示，俄羅斯國防部並沒閱讀他的多封信件，因此向軍方最高領導層作公開呼籲，切勿放棄在巴赫穆特的側面據點。
5月20日，普里格津在通訊軟體Telegram發布影片，宣布旗下傭兵已經在當天中午佔領巴赫姆特市區全境，普里格津表示「占領巴赫穆特的行動持續了224天，今天中午12時，巴赫姆特完全被占領了，我們完全奪下整座城市，逐戶掃蕩敵軍。」普里格津還表示瓦格納集團会将当地控制权移交俄罗斯军方。俄羅斯國防部同樣發表聲明，表示俄方已經完全佔領巴赫穆特。俄羅斯總統普京同時祝賀軍方攻佔巴赫穆特。但烏克蘭軍方否認該說法，烏克蘭國防部副部長馬里亞爾在Telegram上說：「戰況確實危急，但烏軍在巴赫穆特的最西部堅持防守。」烏克蘭東部軍區司令部發言人奇列瓦蒂表示：「這不是真的，我們的部隊正在巴赫穆特作戰。」且於空照圖可看到瓦格納還是型遭烏軍包圍的態勢，俄乌双方的说法令人感到矛盾重重。
5月21日，烏克蘭國防部副部長表示，烏克蘭軍隊沿側翼部分包圍巴赫穆特，並仍控制著該市的部分地區，並正繼續沿著巴赫穆特郊區推進，烏克蘭總統澤連斯基一度表示巴赫穆特已經淪為废墟，此话被外界认为他似乎在暗示俄军已攻下巴赫穆特，不過泽连斯基隨後澄清，巴赫穆特没有被俄罗斯军队占领。 
俄罗斯在2023年5月21日宣稱已佔領巴赫穆特所有重要地區，次日烏克蘭国防部副部长亦承认巴赫穆特已经基本上失守。

### 郊外持續戰鬥、瓦格納撤軍（2023年5月至6月）

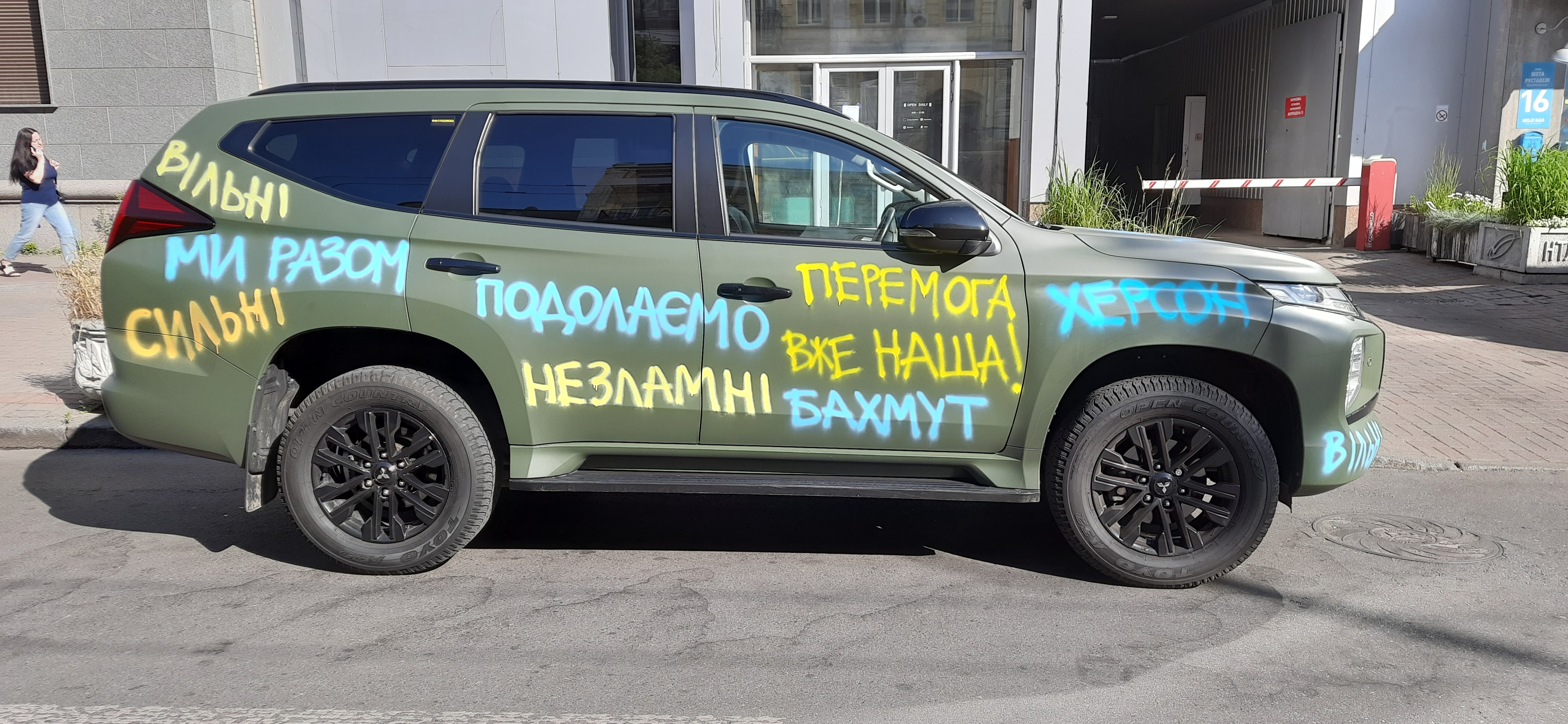
2023年6月1日，基輔一輛刻有巴赫穆特銘文的汽車。

5月23日，普里格津在接受采访时承認至少有20,000多名瓦格納集團士兵在巴赫穆特戰役中死亡，并承认俄罗斯军队杀害了平民。5月26日，普里格津宣布，瓦格纳集团已开始从巴赫穆特撤军。
5月29日，乌克兰东部作战司令部发言人告诉乌克兰电视台，位於巴赫穆特的瓦格纳集團雇佣军的確已撤退，原來的駐守任務由俄罗斯正规军接替。另外过去24小时内，巴赫穆特周围爆發了三次冲突。乌克兰阵地被俄罗斯人炮击了373次，俄羅斯人還发动了6次空袭。乌克兰军队則打死了155名俄罗斯士兵，打伤了116名士兵 。
6月1日，俄羅斯軍隊對奧里霍沃-瓦西利夫卡和比拉霍拉發動襲擊，但未成功。烏克蘭國防部副部長漢娜·馬利亞爾5月31日表示，烏克蘭軍隊保持對西南郊區和巴赫穆特市入口的控制。城內只剩下90名瓦格納人員；他們預計在6月5日之前離開。
6月2日，瓦格納集團领导人普里格津表示已有99%的瓦格納集團士兵撤出了巴赫穆特。

### 烏克蘭反攻（2023年6月起）

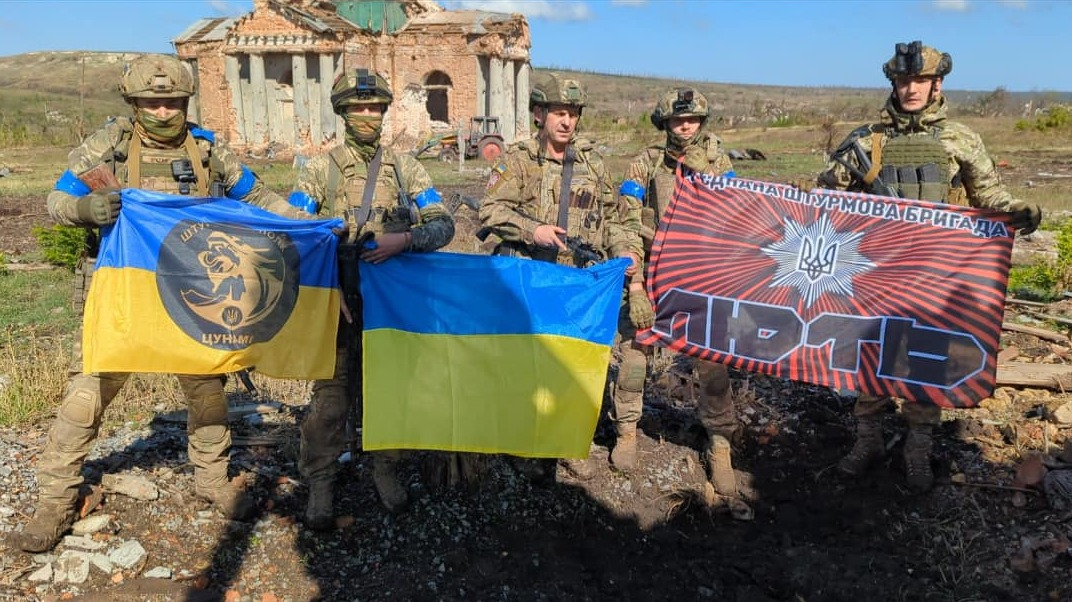
烏克蘭士兵站在克利希伊夫卡村

6月5日，普里格津表示，烏克蘭軍隊已經奪回了巴赫穆特以北的貝爾希夫卡村莊一部分，形容是「恥辱」。6月6日，烏克蘭國防部副部長表示，烏克蘭軍隊已在巴赫姆特周邊推進，並將其描述為「敵對行動的中心」，並且在奧里霍沃-瓦西里夫卡和帕拉科維伊夫卡推進200公尺至1600公尺，也在伊萬尼夫斯凱和克利希伊夫卡推進100公尺至700公尺。
6月11日，烏克蘭軍隊宣布，重新控制位於巴赫穆特以北索勒達爾市附近的布拉霍達特內鎮、內斯庫奇內以及馬卡里夫卡，俄羅斯軍隊亦已從波拉赫達特涅撤出。
到6月14日，戰斗在城市範圍內重新開始，這次烏克蘭採取進攻，俄羅斯採取防守。俄羅斯媒體報導稱，烏克蘭軍隊已開始攻擊該市的西南、西北和西軸線，並在該市的側翼持續取得進展，特別是貝爾希夫卡水庫(Berkhivka Reservoir)沿線。 
6月24日，乌克兰国防部副部长漢娜·馬利亞爾宣布，作為瓦格納集團兵變期間2023年烏克蘭反攻行動的一部分，烏克蘭分支機構已在巴赫姆特周圍的各個方向取得進展。

7月4日，烏克蘭軍隊向克利希伊夫卡取得重大進展， 烏克蘭軍隊的進展威脅要切斷通往被佔領城市的南部道路，並已開始將大砲移入該村莊高地，從南部轟炸巴赫穆特並支持其他側翼發動
7月5日，烏克蘭人聲稱俄羅斯人在砲擊中使用一種名為路易氏劑的化學武器襲擊了他們，這種武器曾在第一次世界大戰期間使用過。據報導，這次襲擊使一些烏克蘭士兵出現了化學武器的症狀。根據1997年《化學武器公約》，國際上禁止每年生產超過100克的路易氏劑，但是，仍允許將其用作化學武器。
7月25日，烏克蘭軍隊佔領了俯瞰克利希伊夫卡村的具有重要戰略意義的高地，從而可以不間斷地對巴赫姆特本身進行砲擊，並解放了定居點的西半部。烏克蘭消息人士稱，這實際上將俄羅斯軍隊困在該市，因為任何試圖離開或增援的行為都將受到克利希伊夫卡的砲擊。
9月8日，俄羅斯消息來源聲稱烏克蘭在克利希伊夫卡村的進攻加劇，定居點的情況未知，亞速第3突擊旅的任務是解放該村，他們的副指揮官馬克西姆強調，烏克蘭的集束炸彈阻止了任何有意義的增援部隊到達該村
9月9日，亞速第3突擊旅迫使俄羅斯軍隊從安德里伊夫卡村撤軍，該村成為「灰色地帶」。
9月14日，烏克蘭國防部副部長馬利亞爾，過早宣布解放安德里伊夫卡村，遭到第3突擊旅的斷然否認。9月15日，第3突擊旅宣布該村實際上被解放。當天晚些時候，克利希伊夫卡村的卡斯圖斯·卡利諾夫斯基團和車臣志願者報告說，所有俄羅斯部隊都已脫離村莊的界限，並發布了一段視頻，顯示該部隊的成員在村莊裡自由行走，沒有受到任何阻礙，第三突擊旅的人員報告稱，他們殺死了俄羅斯第72摩托化步兵旅的四名高級軍官，該旅自新一輪戰鬥開始以來一直負責保衛克利希伊夫卡村和安德里伊夫卡村。
9月17日，內政部長克萊緬科和瑟爾斯基上將宣佈，克利希伊夫卡村已完全清除俄羅斯軍隊，澤倫斯基總統祝賀第80空降突擊旅、第5突擊旅、第95空中突擊旅和烏克蘭國家警察的柳特突擊旅，澤連斯基認為他們在9月18日上午收復村莊的戰鬥中發揮了作用。